# Посольство Турции в России

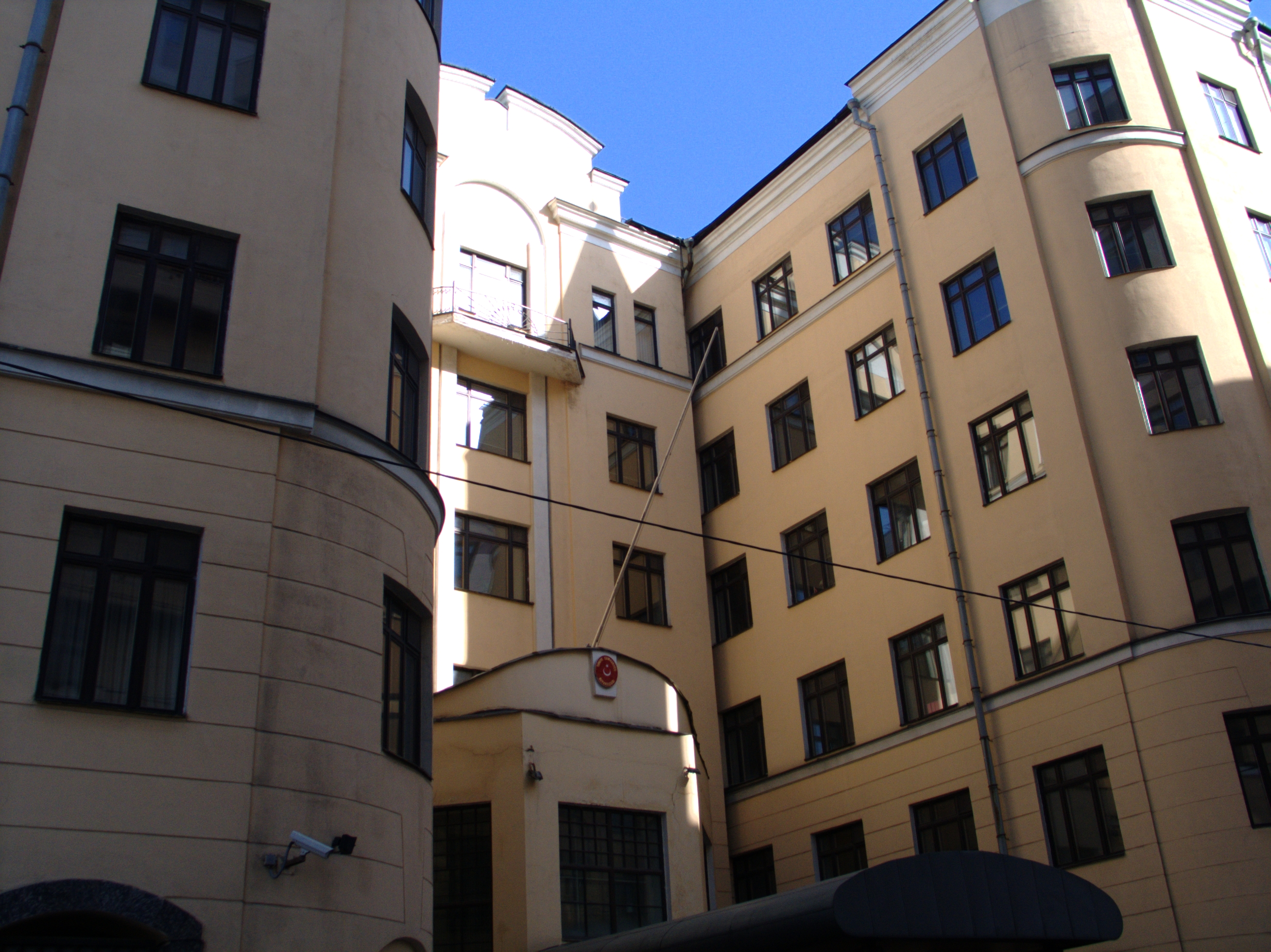
Здание посольства Турции в Москве (7-й Ростовский переулок, 12).

Посольство Турецкой Республики в Российской Федерации — официальная дипломатическая миссия Турции в России, расположена в Москве в Хамовниках в 7-м Ростовском переулке.
- Адрес посольства: 119121 Москва, 7-й Ростовский переулок, 12. Посольство расположено в здании доходного дома, возведённого в 1913 году по проекту архитектора О. О. Шишковского.
- Индекс автомобильных дипломатических номеров: 015.

## Консульства Турции в России
Генеральное консульство Турции в Казани
- Адрес консульства: 420015, Татарстан, Казань, улица Максима Горького, 23/27.

Генеральное консульство Турции в Краснодаре
- Адрес консульства: 350004 Краснодарский край, Краснодар, улица Северная, 369[1].

Генеральное консульство Турции в Санкт-Петербурге
- Адрес консульства: Санкт-Петербург, 7-я Советская улица, 24[2].

## Послы Турции в России
| - Али Фуат Джебесой (1921—1922) - Энис Акайген (1923—1925) en:Enis Akaygen - Зекай Апайдин (1925—1927) en:Zekai Apaydın - Тевфик Быйыклыоглу (1927—1928) tr:Tevfik Bıyıklıoğlu - Хюсейн Васиф Чинар (1928—1929) en:Vasıf Çınar - Хюсейн Рагип Байдур (1929—1934) tr:Hüseyin Ragıp Baydur - Хюсейн Васиф Чинар (1934—1935) en:Vasıf Çınar - Зекай Апайдин (1935—1939) en:Zekai Apaydın - Али Хайдар Актай (1939—1942) tr:Ali Haydar Aktay - Джеват Ачикалын (1942—1943) en:Cevat Açıkalın - Хюсейн Рагип Байдур (1943—1944) tr:Hüseyin Ragıp Baydur - Селим Сарпер (1944—1946) - Фаик Зихни Акдур (1946—1949) - Али Музаффер Гёкер (1949—1952) tr:Ali Muzaffer Göker - Фаик Хюсейн Хеза (1952—1954) - Сейфулла Есин (1954—1955) de:Seyfullah Esin - Кемаль Кавур (1956—1960) - Фахри Корутюрк (1960—1964) - Хасан Эсат Ишик (1964—1965) en:Hasan Esat Işık - Вахит Мелих Халефоглу (1965—1966) | - Хасан Эсат Ишик (1966—1968) en:Hasan Esat Işık - Туран Тулуй (1968—1969) - Фуат Байрамоглу (1969—1971) tr:Fuat Bayramoğlu - Аднан Курал (1972) tr:Adnan Kural - Ильтер Тюркмен (1972—1975) - Намик Кемаль Йолга (1976—1979) tr:Namık Kemal Yolga - Эрджюмент Явузалп (1979—1982) tr:Ercüment Yavuzalp - Вахит Мелих Халефоглу (1982—1983) - Октай Джанкардеш (1984—1988) - Волкан Вурал (1988—1993) - Айхан Камель (1993—1994) ms:Ayhan Kamel - Бильгин Унан (1994—1998) - Наби Шенсой (1998—2002) en:Nabi Şensoy - Куртулуш Ташкент (2002—2008) - Халиль Акынджи (2008—2010) en:Halil Akıncı - Айдын Аднан Сезгин (2010—2014) en:Aydın Adnan Sezgin - Умит Ярдым (2014—2016) - Хюсейн Лазип Дириоз (2016—2018) - Мехмет Самсар (2018—2023) tr:Mehmet Samsar - Танжу Бильгич (с 2023) tr:Tanju Bilgiç |

## Акция протеста
В конце ноября 2015 года после сбития Турецкими ПВО Российского СУ-24 прошёл пикет протеста. Участники пикета закидали посольство краской и камнями.